# Cirkut
Henry Russell Walter (Toronto, 1985/1986), mais conhecido pelo seu nome artístico Cirkut, é um produtor musical e compositor nascido no Canadá. 
Ele é um co-compositor e co-produtor de canções de diversos artistas, incluindo B.o.B, Britney Spears, Kim Petras, Flo Rida, Jessie J, Karmin, Katy Perry, Kesha, Miley Cyrus, Rihanna, entre outros. Seus trabalhos com Cyrus — "Wrecking Ball" —  e Perry — "Part of Me" e "Roar" — alcançaram a primeira colocação da tabela musical estadunidense Billboard Hot 100. Antes disso, ele fez parte do trio conterrâneo de electro-rap Let's Go to War, com o qual lançou apenas um disco até o momento, Karmageddon (2009), através da Last Gang Records.